# Paradise (Texas)
Paradise é uma cidade localizada no estado norte-americano do Texas, no Condado de Wise.

## Demografia
Segundo o censo norte-americano de 2000, a sua população era de 459 habitantes.
Em 2006, foi estimada uma população de 527, um aumento de 68 (14.8%).

## Geografia
De acordo com o United States Census Bureau tem uma área de
5,2 km², dos quais 5,2 km² cobertos por terra e 0,0 km² cobertos por água.

## Localidades na vizinhança
O diagrama seguinte representa as localidades num raio de 20 km ao redor de Paradise.